# Flashover

Idealisiertes Temperatur-Zeit-Diagramm eines Zimmerbrandes, nach Karlsson und Quintiere

Der Flashover (kurz F/O) oder deutsch: Feuersprung ist der englischsprachige Fachbegriff für eine Phase innerhalb eines Brandereignisses und bezeichnet den schlagartigen Übergang eines Brandes (z. B. Zimmerbrand) von der Entstehungsphase hin zur Vollbrandphase. Dieser Vorgang ereignet sich zumeist sehr rasch über den gesamten Brandraum.
Der Flashover ist abzugrenzen sowohl von der Rauchgasexplosion (Backdraft), bei der sich Rauchgase explosionsartig entzünden, als auch vom Brandüberschlag, bei dem sich der Brand auf andere Gebäudeteile (Stockwerke, Nebengebäude) ausbreitet.

## Abgrenzung
Die Begriffsabgrenzung und Definition der Internationalen Organisation für Normung für den Flashover lautet: „Der schnelle Übergang aller Oberflächen brennbarer Materialien eines Raumes hin zu einem Feuer.“
Im Brandschutzingenieurwesen wird der Flashover als Grenze zwischen der Entstehungsphase (Pre-Flashover) und dem Vollbrand (Post-Flashover) eines Zimmerbrandes beschrieben. Allgemeines Kriterium für den Flashover ist der Anstieg der Raumtemperatur auf 500–600 °C, eine Wärmestromdichte (der Flammen und des Rauches) von 15 bis 20 kW/m² oder herausschlagende Flammen aus den Raumöffnungen. Die Dauer bis zum Flashover ist stark von den Faktoren Brandraumgröße (insb. Deckenhöhe), Ventilation (eine oder mehrere Öffnungen und deren Anordnung im Raum), Brandlast (und deren Anordnung im Raum) und der Anordnung des Quellterms (Stelle der Brandentstehung) abhängig.

## Entstehung
In der Entstehungsphase brennen zunächst Einrichtungsgegenstände (z. B. Sofa, Tisch, Möbel) und bilden Verbrennungsgase und Pyrolysegase. Kann der entstandene Rauch nicht durch Raumöffnungen abgeführt werden, kommt es zu einem Wärmestau an der Decke. Die stark erwärmte Rauchschicht sendet nun auf die gesamten Einrichtungsgegenstände eine immer weiter steigende Wärmestrahlung aus. Zugleich steigt die Temperatur im gesamten Brandraum. Die Oberflächen der brennbaren, aber noch nicht brennenden Gegenstände pyrolysieren aus und zünden dann bei 15 bis 20 kW/m² Wärmestromdichte oder einer Rauchgastemperatur von 500 bis 600 °C schlagartig ohne Zündflamme. Die horizontale Flammenausbreitungsgeschwindigkeit im Raum (Entzünden weiteren Materials durch bereits brennende Gegenstände) beträgt dann etwa 10 m/min. Das Resultat ist ein Vollbrand des Raumes und Temperaturen von etwa 1000 °C. Weitere Angaben zur Abbrandrate, Wärmefreisetzung, Temperaturentwicklung vor und nach dem Flashover sowie Zeiten bis zum Auftreten eines Flashovers finden sich in den Forschungsberichten Nr. 130 und 142 der Forschungsstelle für Brandschutztechnik am Karlsruher Institut für Technologie (KIT).

## Pre- und Post-Flashover
- Als Pre-Flashover bezeichnet man die Brandentwicklungsphase vor dem Flashover. Zu der Zeit ist ein Überleben für auf dem Boden liegende Personen und das Vorgehen eines Atemschutztrupps noch möglich.
- Als Post-Flashover oder Vollbrand bezeichnet man den Zustand nach dem Flashover. Es herrschen Temperaturen von teilweise über 1000 °C. Aufgrund der großen freiwerdenden Energiemengen in dieser Phase ist ein Überleben nur kurz möglich. Auch moderne Schutzkleidung eines Feuerwehrmannes kann in diesem Moment nur für wenige Sekunden vor schweren Verbrennungen schützen.

## Verwechslungen
Im Internet und teilweise auch in der Ausbildung der Feuerwehren wird der Begriff Flashover fälschlicherweise mit den Begriffen Rauchgasdurchzündung (engl. rollover) oder Rauchgasexplosion (engl. backdraft) gleichgesetzt.
- Bei der Rauchgasdurchzündung handelt es sich lediglich um das Verbrennen von Pyrolysegasen in einer Rauchschicht. Dieser Verbrennungsvorgang kann sich mit und ohne Druckanstieg vollziehen.
- Bei einer Rauchgasexplosion kommt es zu einer explosionsartigen Entzündung der Brandgase aufgrund von Sauerstoffzufuhr von außen. Insofern sind auch standardsprachliche Übersetzungen nicht identisch mit der ausdifferenzierten, fachsprachlichen Verwendung der Begriffe.

## Einzelbelege
1. ↑  Karlsruher Institut für Technologie (KIT) – Forschungsstelle für Brandschutztechnik: Brandschutzforschung der Bundesländer - Berichte in gedruckter Form